# Castejón de las Armas
Castejón de las Armas är en kommun i Spanien.   Den ligger i provinsen Provincia de Zaragoza och regionen Aragonien, i den centrala delen av landet, 180 km nordost om huvudstaden Madrid. Antalet invånare är 118.